# Elice
Elice ist eine italienische Gemeinde in unmittelbarer Nähe von Castilenti und Città Sant’Angelo und liegt in der Provinz Pescara.

## Geografie
Die Gemeinde zählt 1630 Einwohner und hat eine Größe von 14 km².
Die Nachbargemeinden sind: Atri (TE), Castilenti (TE), Città Sant’Angelo, Collecorvino, Penne und Picciano.

## Geschichte
Das Gebiet war dank der Fruchtbarkeit des Landes schon in der Altsteinzeit bewohnt. Der Name des Dorfes leitet sich von den Steineichen, die einst in der Gegend standen, ab. Im 15. Jahrhundert gehörte Elice der Gemeinde Penne und für eine lange Zeit auch der Familie Castiglione. Das Dorf wurde Ende des 19. Jahrhunderts für seine Keramik-Workshops bekannt.

## Sehenswürdigkeiten
- Chiesa di San Martino Vescovo, Kirche im Ortskern, die 1084 erwähnt wurde. Wurde in späten 13. Jahrhundert neu errichtet und erlitt bei mehreren Erdbeben (1802, 1857, 1950) erhebliche Schäden.[3]
- Chiesa di San Rocco, Kirche kurz außerhalb des Ortskerns aus dem 19. Jahrhundert.[4]

Bilder von Elice
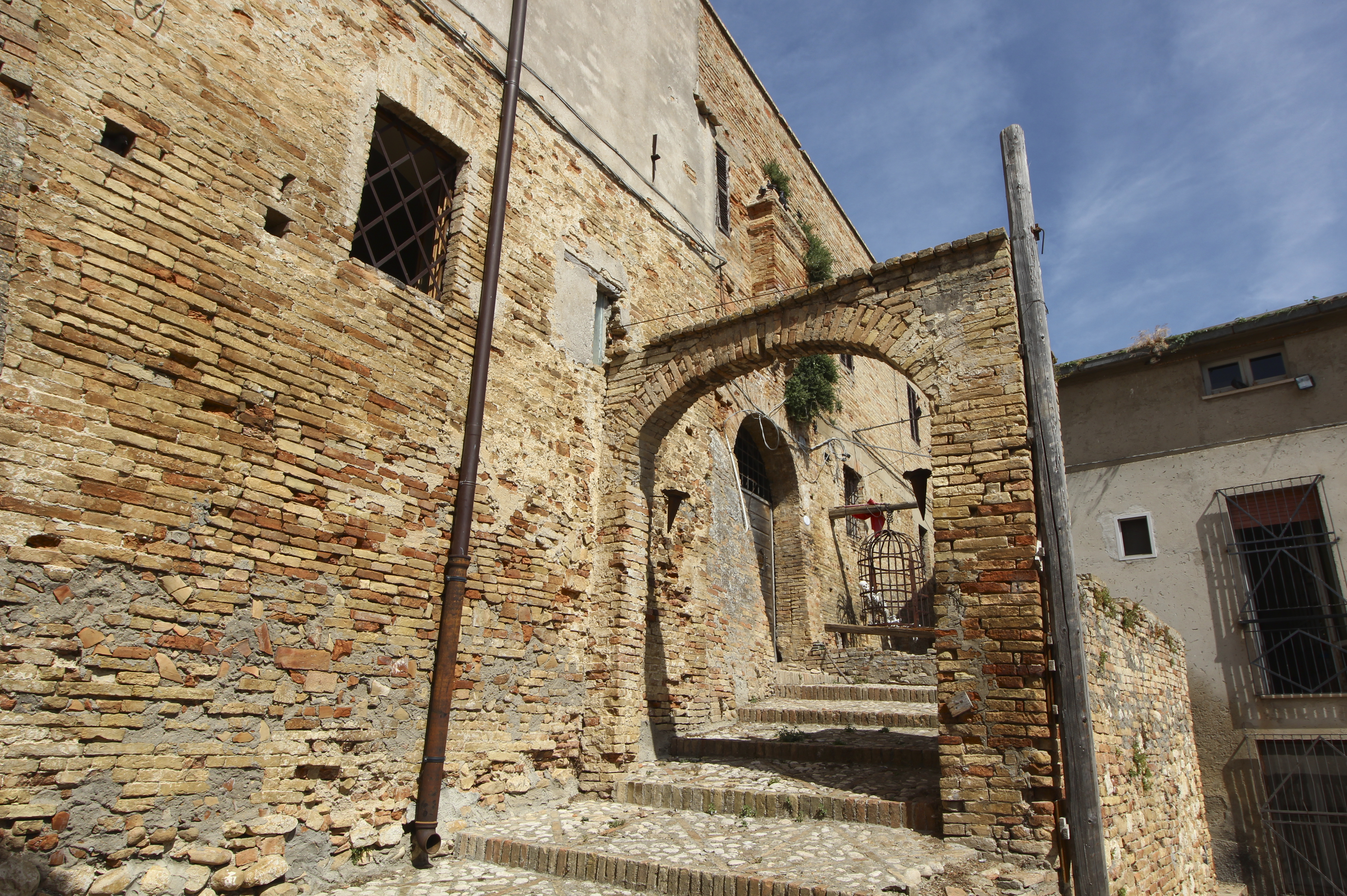
Der Eingang zur Burg
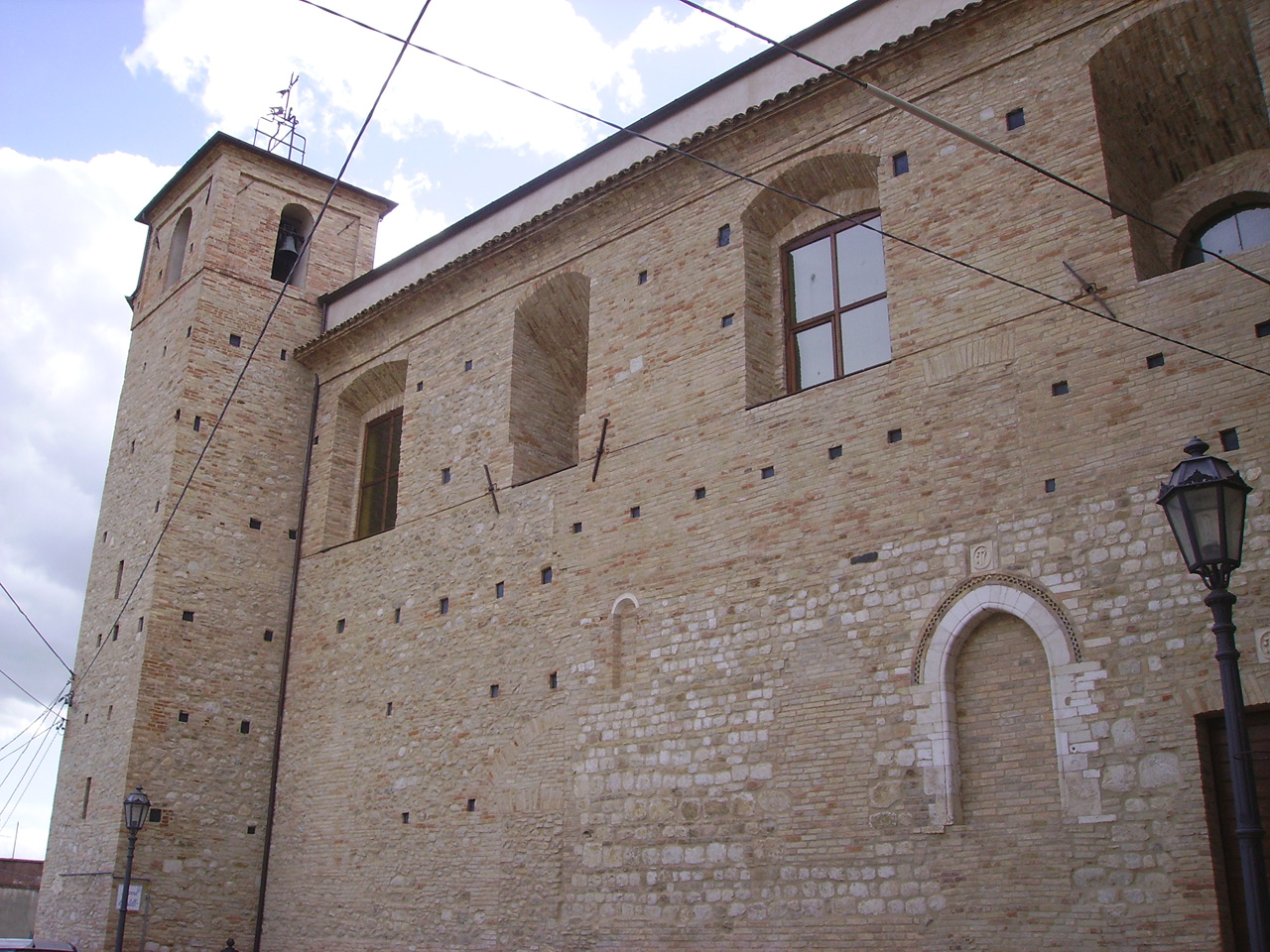
Die Kirche San Martino
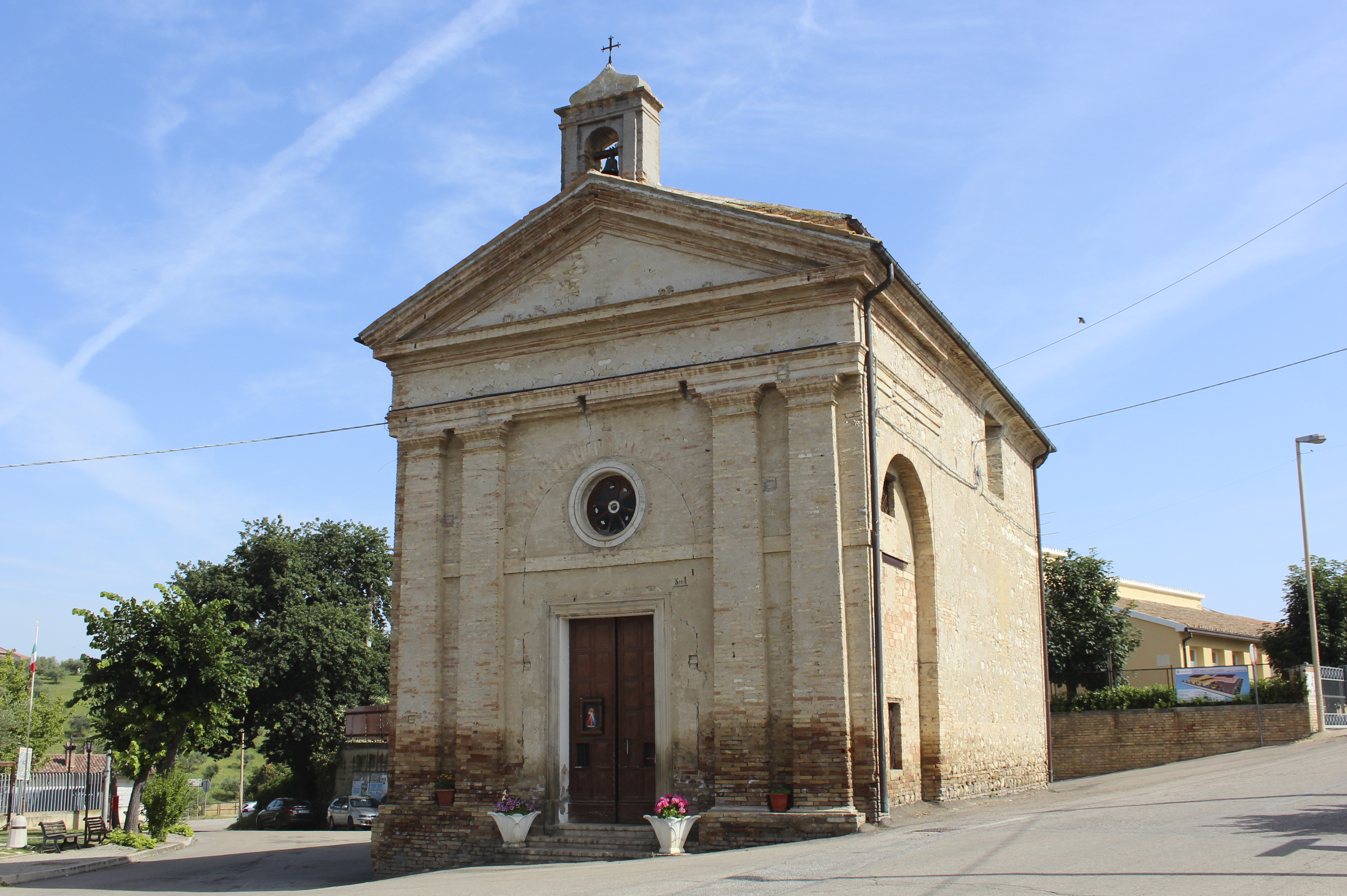
Die Kirche San Rocco

## Weinbau
In der Gemeinde werden Reben der Sorte Montepulciano für den DOC - Wein Montepulciano d’Abruzzo angebaut.